# Dolichopeza orchestes
Dolichopeza orchestes är en tvåvingeart som beskrevs av Alexander 1963. Dolichopeza orchestes ingår i släktet Dolichopeza och familjen storharkrankar. Inga underarter finns listade i Catalogue of Life.